# The Book of Souls World Tour
The Book of Souls World Tour var det engelska heavy metal-bandet Iron Maidens turné under 2016 och 2017, som gjordes i samband med deras sextonde studioalbum The Book of Souls.
Med The Raven Age som förband genomfördes under turnéns första del 72 uppträdanden i 36 länder i sex världsdelar. Mellan den 22 april och 28 maj 2017 gjordes en andra turnédel med ytterligare totalt 18 uppträdanden.
Med 117 konserter i 39 länder var turnén den längsta som Iron Maiden gjort med Bruce Dickinson som sångare sedan Somewhere On Tour 1986-87.
Scendekoren baserades på titelspårets Maya- och djungeltema. Som introvideo visades en animerad kortfilm där en Maya-version av bandmaskoten Eddie hittade bandets turnéflygplan hängande i lianer i djungeln. Eddie tog flygplanet i sin hand och skickade ut det ur djungeln. 

## Sverige
Den 17 juni 2016 spelade Iron Maiden på Ullevi i Göteborg. Det var deras fjärde Ullevi-konsert, sedan den första 2005. Publiken uppgick till 54 921.

## The Book of Souls: Live Chapter
Diverse konserter under både 2016 och 2017 spelades in och filmades, och gavs ut den 17 november 2017 som livealbum och konsertfilm med titeln The Book of Souls: Live Chapter. Albumet presenterade låtlistan från turnéns andra halva, fast låtarna är inspelade från olika konserter.

## Rättstvist om Hallowed Be Thy Name
Under 2016 stämdes Iron Maiden av den pensionerade musikmanagern Barry McKay som ansåg att Hallowed Be Thy Name stulit från låten Life's Shadow som gavs ut 1974 av det brittiska proggbandet Beckett. Till den andra halvan av The Book of Souls-turnén utelämnades Hallowed Be Thy Name oväntat ur låtlistan, och det har spekulerats att detta berodde på den pågående rättstvisten. Iron Maiden har själva inte bekräftat detta. 2018 slutade rättstvisten med förlikning då Iron Maiden medgav att Hallowed Be Thy Name innehåller referenser till Becketts låt, och Steve Harris och Dave Murray betalade 100 000 brittiska pund till Becketts låtskrivare Brian Quinn.  

## Låtlista 2016
1. If Eternity Should Fail (The Book of Souls, 2015)
2. Speed of Light (The Book of Souls, 2015)
3. Children of the Damned (The Number of the Beast, 1982)
4. Tears of a Clown (The Book of Souls, 2015)
5. The Red and the Black (The Book of Souls, 2015)
6. The Trooper (Piece of Mind, 1983)
7. Powerslave (Powerslave, 1984)
8. Death or Glory (The Book of Souls, 2015)
9. The Book of Souls (The Book of Souls, 2015)
10. Hallowed Be Thy Name (The Number of the Beast, 1982)
11. Fear of the Dark (Fear of the Dark, 1992)
12. Iron Maiden (Iron Maiden, 1980)
13. The Number of the Beast (The Number of the Beast, 1982)
14. Blood Brothers (Brave New World, 2000)
15. Wasted Years (Somewhere in Time, 1986)

## Låtlista 2017
1. If Eternity Should Fail (The Book of Souls, 2015)
2. Speed of Light (The Book of Souls, 2015)
3. Wrathchild (Killers, 1981)
4. Children of the Damned (The Number of the Beast, 1982)
5. Death or Glory (The Book of Souls, 2015)
6. The Red and the Black (The Book of Souls, 2015)
7. The Trooper (Piece of Mind, 1983)
8. Powerslave (Powerslave, 1984)
9. The Great Unknown (The Book of Souls, 2015)
10. The Book of Souls (The Book of Souls, 2015)
11. Fear of the Dark (Fear of the Dark, 1992)
12. Iron Maiden (Iron Maiden, 1980)
13. The Number of the Beast (The Number of the Beast, 1982)
14. Blood Brothers (Brave New World, 2000)
15. Wasted Years (Somewhere in Time, 1986)

## Förband

### 2016
- The Raven Age på samtliga framträdanden.
- Anthrax i Mexiko, El Salvador, Costa Rica, Chile, Argentina, Brasilien och Polen.
- Araña i El Salvador.
- Ghost i Norge, Danmark och Berlin.
- Opeth i Sverige.
- Sabaton i Finland och Slovakien.
- Stratovarius i Finland.
- Amon Amarth i Finland.

### 2017
- Shinedown på samtliga framträdanden.

## Turnédatum

### 2016
| Datum       | Land          | Stad             | Arena                           |
| ----------- | ------------- | ---------------- | ------------------------------- |
| 24 februari | USA           | Sunrise          | BB&T Center                     |
| 26 februari | USA           | Tulsa            | BOK Center                      |
| 28 februari | USA           | Las Vegas        | Mandalay Bay Events Center      |
| 1 mars      | Mexiko        | Monterrey        | Banamex                         |
| 3 mars      | Mexiko        | Mexico City      | Sports Palace                   |
| 4 mars      | Mexiko        | Mexico City      | Sports Palace                   |
| 6 mars      | El Salvador   | San Salvador     | Estadio Jorge "Mágico" González |
| 8 mars      | Costa Rica    | San José         | Estadio Ricardo Saprissa        |
| 11 mars     | Chile         | Santiago         | Estadio Nacional                |
| 13 mars     | Argentina     | Córdoba          | Estadio Mario Kempes            |
| 15 mars     | Argentina     | Buenos Aires     | Estadio Veléz Sarsfield         |
| 17 mars     | Brasilien     | Rio de Janeiro   | HSBC Arena                      |
| 19 mars     | Brasilien     | Belo Horizonte   | Esplanada do Mineirão           |
| 22 mars     | Brasilien     | Brasilia         | Nilson Nelson Arena             |
| 24 mars     | Brasilien     | Fortaleza        | Arena Castelão                  |
| 26 mars     | Brasilien     | São Paulo        | Allianz Parque                  |
| 30 mars     | USA           | New York         | Madison Square Garden           |
| 1 april     | Kanada        | Montreal         | Bell Centre                     |
| 3 april     | Kanada        | Toronto          | Air Canada Centre               |
| 5 april     | USA           | Detroit          | Palace Of Auburn Hills          |
| 6 april     | USA           | Chicago          | United Center                   |
| 8 april     | Kanada        | Edmonton         | Rexall Place                    |
| 10 april    | Kanada        | Vancouver        | Rogers Arena                    |
| 11 april    | USA           | Tacoma           | Tacoma Dome                     |
| 13 april    | USA           | Denver           | Pepsi Center                    |
| 15 april    | USA           | Los Angeles      | The Forum                       |
| 16 april    | USA           | Los Angeles      | The Forum                       |
| 20 april    | Japan         | Tokyo            | Ryogoku Kokugikan               |
| 21 april    | Japan         | Tokyo            | Ryogoku Kokugikan               |
| 24 april    | Kina          | Peking           | LeSports Center                 |
| 26 april    | Kina          | Shanghai         | Mercedes-Benz Arena             |
| 29 april    | Nya Zeeland   | Christchurch     | Horncastle Arena                |
| 1 maj       | Nya Zeeland   | Auckland         | Vector Arena                    |
| 4 maj       | Australien    | Brisbane         | Brisbane Entertainment Centre   |
| 6 maj       | Australien    | Sydney           | Qudos Bank Arena                |
| 9 maj       | Australien    | Melbourne        | Rod Laver Arena                 |
| 12 maj      | Australien    | Adelaide         | Adelaide Entertainment Centre   |
| 14 maj      | Australien    | Perth            | Perth Arena                     |
| 18 maj      | Sydafrika     | Kapstaden        | Grand Arena                     |
| 21 maj      | Sydafrika     | Johannesburg     | Carnival City Festival Lawns    |
| 27 maj      | Tyskland      | Dortmund         | Rock Im Revier Festival*        |
| 29 maj      | Tyskland      | München          | Rockavaria Festival*            |
| 31 maj      | Tyskland      | Berlin           | The Waldbuehne                  |
| 3 juni      | Schweiz       | Luzern           | Sonisphere Allmend Rockt*       |
| 5 juni      | Österrike     | Wien             | Rock In Vienna Festival*        |
| 8 juni      | Nederländerna | Arnhem           | Gelredome                       |
| 10 juni     | Frankrike     | Paris            | Download Festival*              |
| 12 juni     | England       | Donington        | Download Festival*              |
| 15 juni     | Norge         | Oslo             | Telenor Arena                   |
| 17 juni     | Sverige       | Göteborg         | Ullevi                          |
| 19 juni     | Belgien       | Dessel           | Graspop Metal Meeting*          |
| 21 juni     | Danmark       | Herning          | Jyske Bank Boxen                |
| 23 juni     | Litauen       | Kaunas           | Zalgirio Arena                  |
| 15 juni     | Ryssland      | Moskva           | Olimpiyskiy                     |
| 29 juni     | Finland       | Tavastehus       | Kantolan Tapahtumapuisto        |
| 1 juli      | Ungern        | Sopron           | Volt Festival*                  |
| 3 juli      | Polen         | Wroclaw          | Wroclaw Stadium                 |
| 5 juli      | Tjeckien      | Prag             | Eden Arena                      |
| 6 juli      | Slovakien     | Zilina           | Zilina Airport                  |
| 9 juli      | Spanien       | Viveiro          | Resurrection Festival*          |
| 11 juli     | Portugal      | Lissabon         | MEO Arena                       |
| 13 juli     | Spanien       | Madrid           | Barclaycard Center              |
| 14 juli     | Spanien       | Sevilla          | Olimpic Stadium                 |
| 16 juli     | Spanien       | Barcelona        | Rock Fest*                      |
| 20 juli     | Schweiz       | Nyon             | Paleo Festival*                 |
| 22 juli     | Italien       | Milano           | Mediolanum Forum                |
| 24 juli     | Italien       | Rom              | Rock In Rome Sonisphere*        |
| 26 juli     | Italien       | Trieste          | Piazza Dellà Unita D'Italia     |
| 27 juli     | Kroatien      | Split            | Spaladium Arena                 |
| 30 juli     | Rumänien      | Bukarest         | Constitution Square             |
| 2 augusti   | Luxemburg     | Esch-sur-Alzette | Rockhal                         |
| 4 augusti   | Tyskland      | Wacken           | Wacken Open Air*                |

*=Festivalspelning

### 2017
| Datum    | Land      | Stad              | Arena                |
| -------- | --------- | ----------------- | -------------------- |
| 22 april | Belgien   | Antwerpen         | Sportpaleis          |
| 24 april | Tyskland  | Oberhausen        | König-Pilsner-Arena  |
| 25 april | Tyskland  | Oberhausen        | König-Pilsner-Arena  |
| 28 april | Tyskland  | Frankfurt am Main | Festhalle            |
| 29 april | Tyskland  | Frankfurt am Main | Festhalle            |
| 2 maj    | Tyskland  | Hamburg           | Barclaycard Arena    |
| 4 maj    | England   | Nottingham        | Motorpoint Arena     |
| 6 maj    | Irland    | Dublin            | 3Arena               |
| 8 maj    | England   | Manchester        | Manchester Arena     |
| 10 maj   | England   | Sheffield         | Sheffield Arena      |
| 11 maj   | England   | Leeds             | First Direct Arena   |
| 14 maj   | England   | Newcastle         | Metro Radio Arena    |
| 16 maj   | Skottland | Glasgow           | SSE Hydro Arena      |
| 17 maj   | Skottland | Aberdeen          | GE Oil and Gas Arena |
| 20 maj   | England   | Liverpool         | Echo Arena           |
| 21 maj   | England   | Birmingham        | Barclaycard Arena    |
| 24 maj   | Wales     | Cardiff           | Motorpoint Arena     |
| 27 maj   | England   | London            | O2 Arena             |
| 28 maj   | England   | London            | O2 Arena             |